# États généraux de la culture de 1987
Les États généraux de la culture sont un événement culturel et politique initié en 1987 par Jack Ralite, alors député et rapporteur du budget du cinéma à l'Assemblée nationale.
Notamment provoqué par l'arrivée de trois chaînes de télévision privées — Canal+, La Cinq et M6 — et par la privatisation de TF1, cet événement mobilise de nombreux artistes, de toutes disciplines et de toutes sensibilités politiques, autour du débat principal de l'intrusion du monde des affaires dans le domaine de la culture et de la création artistique.
Les États généraux de la culture sont lancés formellement le 9 février 1987 à l'occasion d'une assemblée d'artistes au Théâtre de l'Est Parisien intitulée : « La culture se porte bien pourvu qu'on la sauve ».
À l'issue d'une quarantaine de débats, à Paris mais également à travers la France (notamment au Havre, à Marseille, à Lille, à Rouen, à Lyon, à Bordeaux, à Mulhouse...), ces États généraux aboutissent à la rédaction d'une Déclaration des droits de la culture, adoptée au Théâtre de Paris le 17 juin 1987 et proclamée au Zénith de Paris le 16 novembre de la même année.

## Contexte
Les élections législatives de mars 1986 donnent à la droite, composée du RPR et de l'UDF, une majorité à l'Assemblée nationale. Le Président de la République François Mitterrand nomme alors Jacques Chirac Premier ministre. Ce dernier engage François Léotard au ministère de la Culture et de la Communication. Ce changement de direction politique engendre un certain nombre de transformations qui bouleversent le paysage culturel français. En effet, l'État lance un grand plan de privatisation des entreprises nationales et se désolidarise progressivement de la culture pour la laisser aux mains d'entreprises privées dont l'exigence de profits supplante celle de la qualité des contenus qui y sont produits et diffusés.
La Cinq, chaîne créée par le groupe Fininvest dirigé par Silvio Berlusconi, commence à émettre en France le 20 février 1986. Elle diffuse de nombreux programme et notamment des films à gros budget et ce, plusieurs fois par semaine, ce qui engendre la critique des professionnels du cinéma qui invoquent un risque de baisse de fréquentation des salles. TF1 est quant à elle rachetée par l'entreprise Bouygues le 14 mai 1986 ; son nouveau président, Francis Bouygues, déclare d'ailleurs :

« Nous sommes privés. Nous sommes évidemment une chaîne commerciale. Il y a des choses que nous ne souhaitons pas faire, par exemple du culturel, par exemple du politique, des émissions éducatives. »
Les conditions d'existence de la culture à la télévision paraissent alors directement menacées par ces nouveaux programmes qui proposent davantage du divertissement que des contenus informatifs et de qualité.
Outre le secteur audiovisuel, l'inquiétude gagne l'ensemble du domaine de la culture dont les emplois, les lieux de représentation et les modes de diffusion sont largement dépendants des subventions de l'État. Ces inquiétudes avaient déjà été suscitées par l'arrivée de Canal+ le 4 novembre 1984 ; elles sont renforcées par l'arrivée annoncée de M6 le 1er mars 1987.

C'est dans ce contexte que Jack Ralite lance un appel, le 20 décembre 1986, intitulé « La culture française se porte bien pourvu qu'on la sauve », dans lequel il met en garde :

« La finance et les grandes affaires s'emparent de la culture en France (…). Dans l'audiovisuel elles vont jusqu'à la mutilation des œuvres (…). Nous sommes attachés à une responsabilité publique et nationale en matière de culture. »
Il appelle à la réunion d'États généraux, en tant qu'« espace de rencontre, de débat, d'élaboration, de décision, de mise en œuvre pour la création, par les artistes eux-mêmes » pour faire face à ce phénomène.

## Les États généraux de la culture

### Assemblée d'artistes au Théâtre de l'Est Parisien
À la suite de l'appel de Jack Ralite, une assemblée d'artistes est organisée au Théâtre de l'Est Parisien le 9 février 1987. Elle reprend le titre de l'appel de Jack Ralite en décembre 1986 : « La culture française se porte bien pourvu qu'on la sauve ».
De nombreuses personnalités viennent s'exprimer dans cette assemblée d'artistes. Leurs contributions, sous la forme de communications orales ou de messages écrits, retranscrit bien l'esprit de ces États généraux.
Par exemple, le chanteur Yvan Dautin rappelle à cette occasion que « 80 % de la production française de disques est entre les mains de firmes multinationales » et propose la création d'une « maison de disque française ».

Le réalisateur Claude Santelli y déclare :
« Ce qui se passe actuellement en matière de télévision est un grand détournement, pas seulement de la culture française, mais un détournement de l'esprit humain. (…) En rester là, attendre quelle grande décision financière, politique, économique va résoudre, va régler notre existence, l'existence de la culture française, du public ne suffit pas. Être là le montre et c'est très bien. Il faut continuer. (…) Oui, il faut affirmer auprès de chacun des pouvoirs qui nous menacent, il faut leur faire comprendre qu'il y a des choses, des bases qu'on ne peut pas changer chez nous parce qu'on ne peut rien construire en dehors de ces bases-là. La culture française n'est pas grande parce que c'est la nôtre, la culture française est peut-être grande aussi parce que, depuis des siècles, les Français réfléchissent eux-mêmes sur ce qu'est la culture, et que cela a donné à celle-ci, je pense, une dimension irréductible. »
Cette assemblée d'artistes au Théâtre de l'Est Parisien est la première étape de ces États généraux de la culture. Elle est suivie par de nombreux événements en province, et notamment au Havre, à Marseille, Lille, Rouen, Lyon, Bobigny, Malakoff, Bordeaux, Niort, Ivry-sur-Seine, Valence, Aubervilliers, Montreuil, Mulhouse et Chartres.

### Déclaration des droits de la culture: adoption et proclamation
À l'issue de ces nombreux débats en région parisienne et en province, un nouvel événement rassemble, le 17 juin 1987 au Théâtre de Paris, plus de 1 500 artistes. Ils adoptent la Déclaration des droits de la culture qui alerte, dans son préambule : 
« Un peuple qui abandonne son imaginaire culturel à l'affairisme se condamne à des libertés précaires.
Or, depuis des années en France a été engagé et s'amplifie un processus qui nous fait craindre le pire.
Trop souvent l’encouragement nécessaire à la création contemporaine, signe extérieur et intérieur de richesse d’une nation, passe après l’exigence de la rentabilité que les industries culturelles publiques et privées poursuivent à travers l’insatiable marchandisation de la culture. Dans le même temps, l’effort de l’État pour préserver et développer la culture originale s’étiole et s’abandonne aux mêmes règles. (…) 
Contre cette formidable inversion des valeurs entre la culture et l’argent, contre le cynisme de ses décideurs quels qu’ils soient, nous en appelons à un sursaut éthique de tout le monde des arts et des lettres.
Nous proclamons qu’il n’y a pas dans une nation de valeurs culturelles capables de vivifier son passé comme de dessiner son avenir sans les incessantes trouvailles de la création artistique, sans la liberté de leur confrontation, sans la volonté d’en faire le bien commun des artistes et leur peuple.
À l’uniforme gris des ambitions mercantiles nous opposons l’arc-en-ciel des sensibilités et des intelligences, l’ouverture plurielle à la culture des hommes et des peuples du monde entier. »
Cette Déclaration des droits de la culture proclame « les exigences les plus inaliénables du monde artistique » que sont, selon ses auteurs, l'audace de la création, l'obligation de production, l'élan du pluralisme, la volonté de maîtrise nationale, l'atout d'un large public et le besoin de coopération internationale.
Elle est proclamée symboliquement au Zénith de Paris le 16 novembre 1987 devant 6 000 spectateurs.

## Postérité
Les États généraux de la culture font incontestablement partie de l'héritage politique de Jack Ralite.
D'autres événements postérieurs aux États généraux de la culture se sont réclamés d'eux. C'est le cas notamment d'une réunion publique organisée le 4 octobre 1993 au Théâtre de l'Odéon sur le thème : « Respecter la culture, c'est la laisser hors des compétences du GATT », mais encore d'une réunion publique organisée le 17 janvier 1996 à Strasbourg, intitulée « La nef des fous » pour l'exception culturelle et le pluralisme de la culture.
Le 12 octobre 2016, Jack Ralite est invité par le Comité d'histoire du Ministère de la Culture et de la Communication à donner une conférence sur les États généraux de la culture à l'Université Paris Diderot.
Le 17 janvier 2018, plusieurs personnalités politiques et issues du monde de la culture appellent dans Libération à « la relance des États généraux de la culture » dans laquelle ils écrivent : « Nous ne sommes pas disposés à laisser les logiques marchandes et mercantiles envahir le monde de l'art et de la culture et prendre progressivement le pas sur le service public de la culture sans agir. » Cette tribune est signée notamment par Meriem Derkaoui, successeure de Jack Ralite à la mairie d'Aubervilliers, la députée Clémentine Autain, fille d'Yves Dautin qui participe aux États généraux en 1987, et Aurélie Filippetti, ancienne ministre de la Culture et de la Communication. Ses auteurs assurent par ailleurs que Jack Ralite, décédé le 12 novembre 2017, « était au courant de [leur] initiative et s'en réjouissait. »